# Jaroměřská chalupa
Jaroměřská chalupa bylo stylizované roubené obydlí, představené na Národopisné výstavě českoslovanské v Praze v roce 1895. Reprezentovala mizející venkovský život a venkovská stavení v oblasti Jaroměřska a celého Polabí. Umístěna byla do areálu staročeské vesnice naproti kostelíku a v blízkosti chalup z Hlinecka a Blatska. Část chalupy koupil spisovatel Svatopluk Čech a připojil ji ke svému zděnému domu v Obříství. Od roku 1958 je chráněna jako kulturní památka.

## Historie
V září 1894 byly již vypracovány plány a následně byla v Národních listech zveřejněna výzva k postavení chalup, kromě jaroměřské také chalupy z Trutnovska, Blatska, Heralecka, Opavska, Břeclavska atd. Vzory k plánům pro výstavní chalupu poskytly stávající chalupy v Heřmanicích, Jasenné, Hořeněvsi, Krábčicích, Rožnově, Šestajovicích aj. Zároveň jaroměřská chalupa představovala ukázku venkovských dřevěných stavení celého Polabí i Pojizeří. Zpracování těchto plánů se ujal architekt Josef Podhajský a stavbu provedl tesař A. Kubeš z Prahy.
Na realizaci se kromě výkonného výboru národopisné výstavy finančně podíleli Okresní výbor jaroměřský, Obec jaroměřská a Záložna jesenická. Nábytek byl zapůjčen z jaroměřského muzea a mnoho dalších věcí ze soukromých sbírek obyvatel Jaroměřska.
Výzkumem a sběrem exponátů určených především do interiéru chalupy se zabývalo několik místních amatérů-etnografů. Zejména se jednalo o obuvníka Josefa Dušku z Josefova, autora Pamětí města Josefova z roku 1885, který se soustředil na sběr krojů, nábytku, ale i archeologických předmětů. Cukrář Josef Matějka byl umělecky zdatný a doplňoval popisy lidové architektury i nábytku vlastními kresbami. Dalším nadšencem byl profesor kreslení jaroměřské řemeslnické školy Josef Šíma, který se zabýval lidovou výšivkou a svůj výzkum dokumentoval také fotografiemi, což na tehdejší dobu ještě nebylo běžné. Během výzkumu a sběru byla navázána spolupráce s pražskými funkcionáři Národopisné výstavy českoslovanské v Praze. Spolupráci zprostředkoval ředitel Národního divadla v Praze dr. František Šubert, který se v roce 1949 narodil v Dobrušce a měl část rodiny i v Jaroměři.

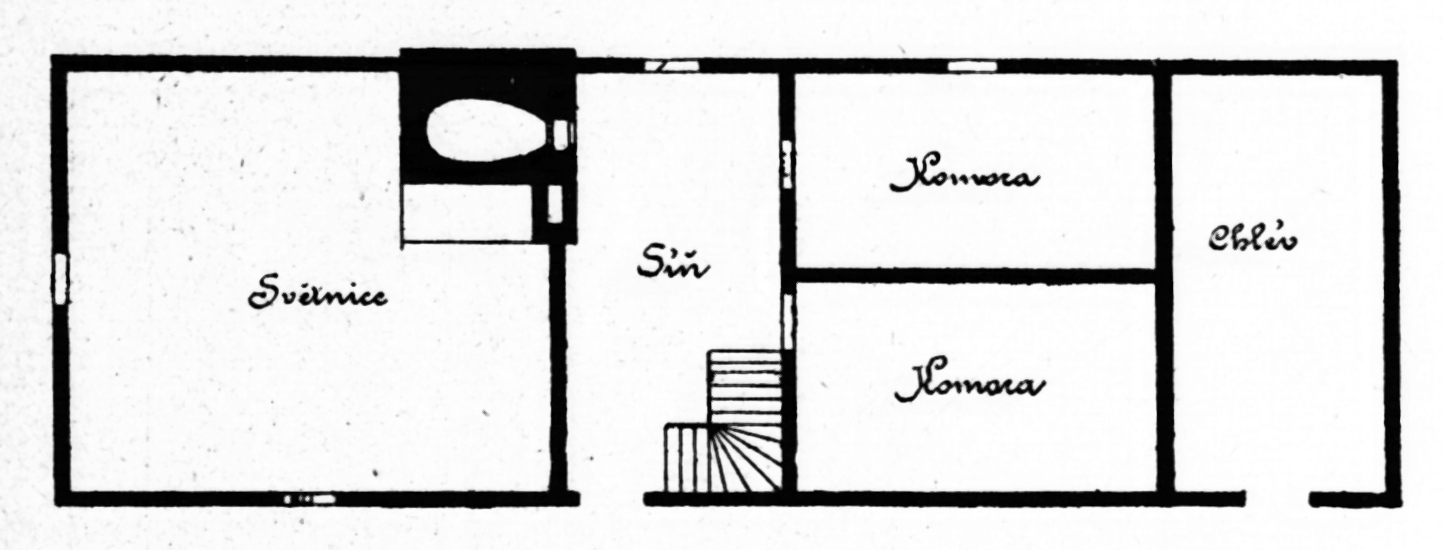
Půdorys

Jaroměřská chalupa představovala typické znaky lidové architektury na Jaroměřsku v poloviny 19. století. Zevrubný popis chalupy přinesl v době konání výstavy týdeník Ratibor. Jednalo se o dřevěné roubené stavení obdélníkového půdorysu. Nad hlavním vchodem byla umístěna roubená pavlač podepřená dvěma sloupy. Sedlová střecha byla uprostřed došková a po okrajích šindelová. Interiér tvořila světnice a dvě přilehlé komory s hospodářskými místnostmi a chlévem ve spodní a zadní části stavení. Pro vnitřní vybavení byly po několikaletém studiu a sběru vybrány autentické součásti venkovských stavení jako byla pec, dubový trnožový stůl, několik židlí, lavice, koutnice, bidlo, nádobí, a to hliněné, cínové i skleněné, obrázky svatých, kříž, ale také tkalcovský stav, kusy oděvů. V jedné komoře byla postel a truhly a ve druhé byla zřízena spíž. Zajímavostí byly dřevěné hodiny ve světnici, na jejichž ciferníku byla zobrazena v té době již zbořená pevnostní Pražská brána v Hradci Králové. Za chalupou byla také malá zahrádka s léčivými bylinkami a včelím úlem. K němu byly k vidění nástroje k získávání medu. Návštěvníci mohli vidět také náčiní ke zpracování lnu.
Výstavní jaroměřská chalupa byla po dobu výstavy obydlena. Necelého půl roku ji obývali výměnkáři Jan Hejcman (1831–1906) a Marie Hejcmanová (rozená Kubásková, 1836–1906) z Jasenné. Byli zaměstnáni společností Národopisné výstavy českoslovanské jako ,,dozorcové výstavní vesnice“. Byli oblečeni do typických selských krojů a v chalupě dělali prohlídky. Časopis Ratibor přesně popisuje podobu oblečení obou obyvatel jaroměřské chalupy. Hospodyně měla sukni z mezulánu, vyšívanou zástěru a taktéž vyšívanou šněrovačku, kabátec a přes něj bílou plachetku. Na hlavě měla zdobený čepec a kolem krku české granáty. Hospodář nosil světlé kožené kalhoty s opaskem s paví výšivkou, modré nebo bílé punčochy a obouval střevíce s přezkami. Dále měl vestu, dlouhý zelený kabát se šosy a velkými kovovými knoflíky, hedvábný šátek a plstěný klobouk.

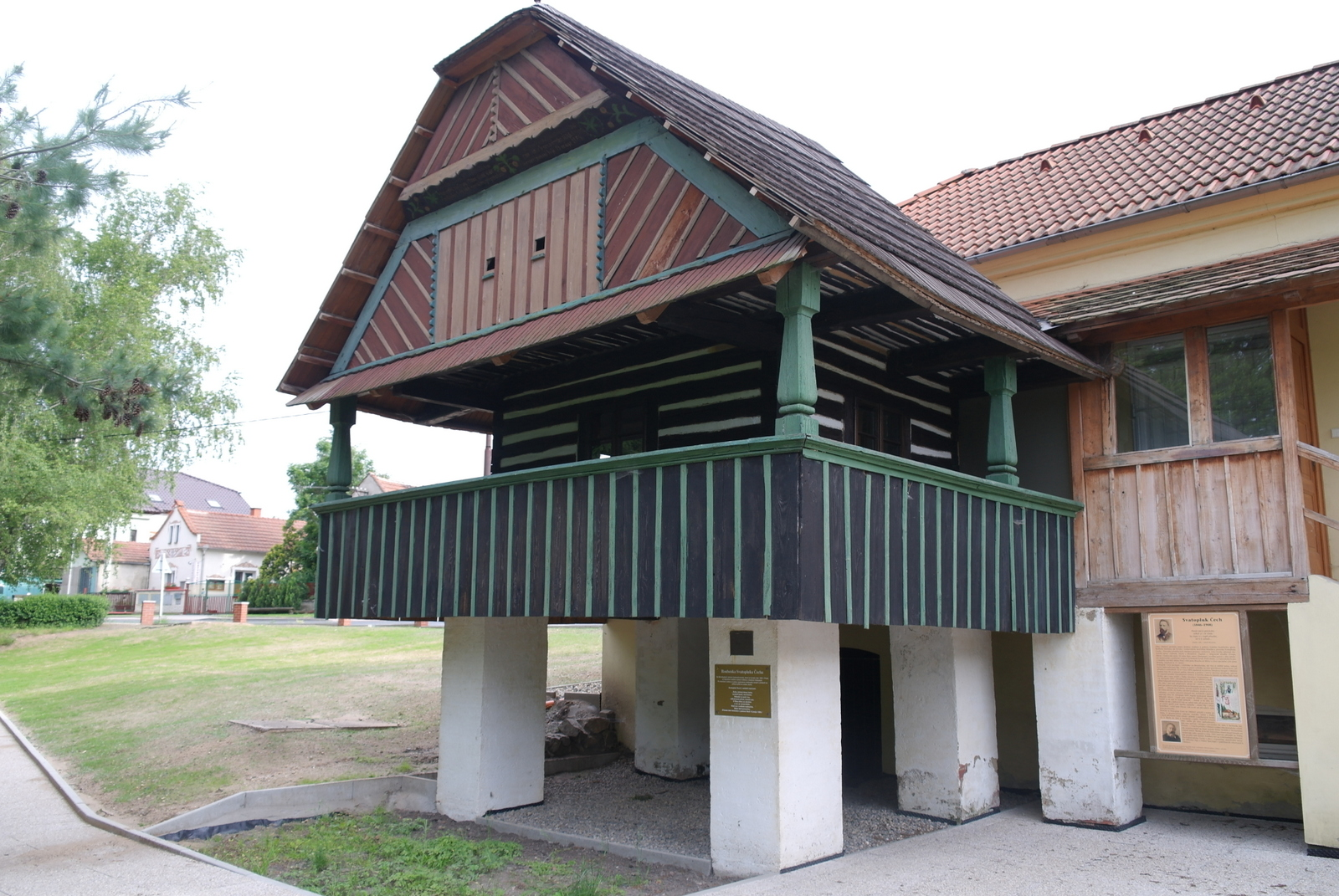
Přenesená světnička jaroměřské chalupy v Obříství

## Dochovaná podoba
Část Jaroměřské chalupy je zachována dodnes v obci Obříství na Mělnicku, kam ji v roce 1902 nechal přesunout spisovatel Svatopluk Čech. Ten připojil ke svému zděnému domu přední část chalupy s pavlačí, kde se nachází světnice. Roubená světnice je od roku 1958 chráněna jako kulturní památka.